# 中泊町立小泊小学校
中泊町立小泊小学校（なかどまりちょうりつ こどまりしょうがっこう）は、青森県北津軽郡中泊町にあった公立小学校。閉校年度の児童数は64人。

## 概要
旧小泊村全域を学区としていた。主な進学先は、学区内の中泊町立小泊中学校だった。2022年4月1日には小泊中学校と統合し、小中一貫校「中泊町立こどまり学園」に移行した。

## 沿革
- 1874年（明治7年）10月1日 - 小泊小学校として、村有の郷蔵に開校（創立者は星野義信）[2]。
- 1886年（明治19年）4月 - 尋常科と高等科に分離し、小学簡易科を設置。
- 1890年（明治23年）10月7日 - 小学簡易科を廃止。
- 1899年（明治32年）12月9日 - 字浜野49番地に、2階建校舎を落成。
- 1912年（明治45年）4月20日 - 高等科（2年）を併設し、「小泊尋常高等小学校」に改称。校歌を制定（北津軽で4番目に古い校歌である）。
- 1925年（大正14年）11月29日 - 新校舎を落成。
- 1929年（昭和4年）7月9日 - 校旗樹立式を挙行。
- 1930年（昭和5年）5月27日 - 帽章を制定。
- 1938年（昭和13年）4月29日 - 新校舎落成式を挙行。
- 1941年（昭和16年）4月1日 - 国民学校令施行に伴い、「小泊国民学校」に改称。
- 1945年（昭和20年）
  - 7月15日 - 午前6時頃に米軍機による空爆を受け、7教室・体育館の一部・便所などが破壊され、休校となる。
  - 7月18日 - 学校対策の協議により、村内5か所に仮教室を設けることが決定。
- 1946年（昭和21年）4月1日 - 男女午前午後の2部授業を開始。
- 1947年（昭和22年）4月1日 - 学校教育法（旧法）施行に伴い、「小泊村立小泊小学校」に改称。高等科生を中学校に移籍。
- 1948年（昭和23年）6月15日 - 小泊中学校が独立新校舎へ移転。
- 1954年（昭和29年）9月26日 - 伊勢湾台風により、校舎の屋根が被災。
- 1955年（昭和30年）12月16日 - 校舎増築落成式および延期されていた創立80周年記念式典を挙行。
- 1959年（昭和34年）11月1日 - 創立85周年記念事業として、新校旗を制定。
- 1960年（昭和35年）2月1日 - 校章を制定。
- 1964年（昭和39年）4月1日 - 特殊学級を開設。
- 1966年（昭和41年）12月8日 - 完全給食を開始。
- 1968年（昭和43年）11月 - 6教室分の新校舎を落成。
- 1973年（昭和48年）
  - 4月11日 - 南校舎を落成。
  - 6月29日 - 北校舎を落成。
- 1974年（昭和49年）9月12日 - 新校舎落成式を挙行。
- 1978年（昭和53年）
  - 7月28日 - プールを落成。
  - 12月19日 - 4教室分の校舎を落成。
- 1989年（平成元年）7月28日 - 床の張替やFF暖房の取付などの校内改修工事を実施（同年9月4日完工）。
- 1990年（平成2年）
  - 1月19日 - 体育館消火栓から出水し、体育館が使用不能となる。
  - 2月9日 - 体育館床張替工事が完工。
  - 6月19日 - 家庭科室改修工事を実施（同年7月16日完工）。
- 1993年（平成5年）8月24日 - 校内放送設備を更新。
- 1994年（平成6年）9月9日 - 校舎の一部に金木高校小泊分校を併設。
- 2005年（平成17年）3月28日 - 町村合併に伴い、「中泊町立小泊小学校」に改称。
- 2006年（平成18年）4月1日 - 中泊町立下前小学校を統合。
- 2022年（令和4年）4月1日 - 小泊中学校と統合し、小中一貫校「こどまり学園」に移行[3]。

## 学区
旧小泊村全域。

## アクセス
- 弘南バス小泊線「小泊小学校前」バス停下車。
- 中泊町役場小泊支所から、約1.2km・徒歩で約21分、車で約3分。

## 周辺
- 小泊郵便局
- 保健センター
- 小説「津軽」の像記念館
- 国道339号線[1]

## 出身者
- 太田誠（元大相撲力士・朝之涛、1983年（昭和58年）度卒業[4]）